# Cuartel General Luque (Inca)
El cuartel General Luque es un complejo arquitectónico situado en la ciudad española de Inca en la isla de Mallorca, compuesto por nueve edificios (pabellones) cerrados por una muralla perimetral. Su nombre tiene origen en el teniente general Agustín Luque Coca, que ocupó durante esos años los cargos de Ministro de la Guerra y posteriormente de Director General de la Guardia Civil.

## Historia
Las obras se iniciaron en 1909 con un acto oficial, el alcalde de la ciudad Jaume Armengol junto con el capitán general de Baleares Ricardo de Ortega y Díez colocaban la primera piedra, bendecida por el obispo de Mallorca y bajo la cual fue depositado un tubo de plomo conteniendo el acta notarial de la escritura de la finca junto con unas monedas de la época. El complejo fue diseñado por el arquitecto mallorquín Francisco Roca Simó y se inauguró en 1915 presidiendo la ceremonia el alcalde Bernat Alsina junto con el capitán general Borbón y Castellví pero no fue hasta 1922 que se dieron por terminadas. En 1948 se construyó su campo de deportes.
La primera unidad militar que ocupó el complejo fue un batallón del Regimiento de Infantería de Línea Inca 62. En 1931 se fusionaron los Regimientos Inca 62 y Palma 61 tomando la denominación de Regimiento de Infantería 28 y en 1936 el Batallón con sede en el cuartel General Luque toma el nombre de Primer Batallón del Regimiento de Infantería Palma 36 con el que participará en la Guerra Civil con acciones en Extremadura, Gandesa y frente del Ebro entre otras. En 1965 por reorganización del Ejército se creó el Grupo Ligero de Caballería X (GLC X) ubicándose en el acuartelamiento hasta su traslado en 1988 a la Base General Asénsio (antiguo CIR).
Durante unos años fue cuartel de la Guardia Civil. Rehabilitado en 2010 actualmente acoge el Museo del Calzado y de la Industria y el Museo de la Educación de las Islas Baleares (AMEIB) así como asociaciones culturales, organizaciones de ayuda humanitaria y una oficina del Cuerpo Nacional de Policía